# Bóng gỗ bãi biển tại Đại hội Thể thao Bãi biển châu Á 2016
Bóng gỗ bãi biển thi đấu tranh tài tại Đại hội Thể thao Bãi biển châu Á 2016 đã diễn ra ở Đà Nẵng, Việt Nam từ ngày 25 tháng 9 đến ngày 2 tháng 10 năm 2016 tại bãi biển Sơn Thủy, Đà Nẵng, Việt Nam.

## Danh sách huy chương

### Stroke
| Nội dung     | Vàng | Bạc | Đồng |
| ------------ | --- | --- | --- |
| Đơn nam      | Ahris Sumariyanto · Indonesia | Jetsada Cheenkurd · Thái Lan                                                                                   | Kim Pyo-hwan · Hàn Quốc |
| Đồng đội nam | Thái Lan · Nutchanon Kongpolprom · Nakorn Nualraksa · Phetanun Pronsane · Kiadtisak Saengrit · Thawatchai Sirisilanan · Weerasak Srisamoot | Đài Bắc Trung Hoa · Hong Shih-jie · Hsia Chih-hsuan · Hsiao Chia-hung · Lo Chieh · Tsai Cheng-yu · Wu Yi-cheng | Indonesia · Putu Budhiyasa · Khoirul Mustakhim · Gede Riska Sanjaya · Ahris Sumariyanto · Marga Nugraha Susilo · Wisnu Wicaksono |
| Đơn nữ       | Phùng Thị Thương · Việt Nam | Chiang Fang-yu · Đài Bắc Trung Hoa                                                                             | Ika Yulianingsih · Indonesia |
| Đồng đội nữ  | Thái Lan · Palida Kangkeeree · Siriwan Kangkeeree · Klissana Khaodee · Siripanadda Kuemram · Thanchanok Sareepan · Autchara Thongnim       | Đài Bắc Trung Hoa · Cai Yi-ting · Chang Wan-ling · Chen Chia-lin · Chiang Fang-yu · Hong Yu-mei · Wang Mei-lin | Việt Nam · Nguyễn Huyền Trang · Nguyễn Thị Phương · Phan Thị Phượng · Phùng Thị Kết · Phùng Thị Thương                           |

### Đường lăn bóng
| Nội dung     | Vàng                                                                                         | Bạc                                                                  | Đồng                                                                                        |
| ------------ | -------------------------------------------------------------------------------------------- | -------------------------------------------------------------------- | ------------------------------------------------------------------------------------------- |
| Đơn nam      | Phetanun Pronsane · Thái Lan                                                                 | Nutchanon Kongpolprom · Thái Lan                                     | Ye Qiwei · Trung Quốc                                                                       |
| Đơn nam      | Phetanun Pronsane · Thái Lan                                                                 | Nutchanon Kongpolprom · Thái Lan                                     | Vũ Hồng Quân · Việt Nam                                                                     |
| Đôi nam      | Đài Bắc Trung Hoa · Hsiao Chia-hung · Wang Wan-yi                                            | Thái Lan · Worachet Janthasan · Wittaya Songmueang                   | Trung Quốc · Zhang Xinsheng · Wang Weidian                                                  |
| Đôi nam      | Đài Bắc Trung Hoa · Hsiao Chia-hung · Wang Wan-yi                                            | Thái Lan · Worachet Janthasan · Wittaya Songmueang                   | Trung Quốc · Chen Liang · Si Qinru                                                          |
| Đồng đội nam | Thái Lan · Nutchanon Kongpolprom · Nakorn Nualraksa · Phetanun Pronsane · Kiadtisak Saengrit | Trung Quốc · Miao Yanzhao · Wang Weidian · Ye Qiwei · Zhang Xinsheng | Việt Nam · Cao Hoàng Anh · Nguyễn Văn Nam · Trần Duy Anh · Vũ Hồng Quân                     |
| Đồng đội nam | Thái Lan · Nutchanon Kongpolprom · Nakorn Nualraksa · Phetanun Pronsane · Kiadtisak Saengrit | Trung Quốc · Miao Yanzhao · Wang Weidian · Ye Qiwei · Zhang Xinsheng | Đài Bắc Trung Hoa · Hong Shih-jie · Hsiao Chia-hung · Lo Chieh · Tsai Cheng-yu              |
| Đơn nữ       | Phan Thị Phượng · Việt Nam                                                                   | Nguyễn Huyền Trang · Việt Nam                                        | Dwi Tiga Putri · Indonesia                                                                  |
| Đơn nữ       | Phan Thị Phượng · Việt Nam                                                                   | Nguyễn Huyền Trang · Việt Nam                                        | Ni Putu Devianasari · Indonesia                                                             |
| Đôi nữ       | Thái Lan · Ratchanee Na Nakhon · Rapeephon Rakteepueng                                       | Thái Lan · Amorntip Kangkeeree · Anatthaon Tiangaun                  | Trung Quốc · Zhu Xiaojing · Wang Ping                                                       |
| Đôi nữ       | Thái Lan · Ratchanee Na Nakhon · Rapeephon Rakteepueng                                       | Thái Lan · Amorntip Kangkeeree · Anatthaon Tiangaun                  | Malaysia · Zainal Akmal Awang · Widilestari Setianingsih                                    |
| Đồng đội nữ  | Việt Nam · Nguyễn Huyền Trang · Nguyễn Thị Phương · Phan Thị Phượng · Phùng Thị Thương       | Trung Quốc · Li Yifeng · Wang Ping · Zhou Wanying · Zhu Xiaojing     | Đài Bắc Trung Hoa · Cai Yi-ting · Chen Chia-lin · Hsieh Ping-yen · Ke Pei-yu                |
| Đồng đội nữ  | Việt Nam · Nguyễn Huyền Trang · Nguyễn Thị Phương · Phan Thị Phượng · Phùng Thị Thương       | Trung Quốc · Li Yifeng · Wang Ping · Zhou Wanying · Zhu Xiaojing     | Thái Lan · Klissana Khaodee · Siripanadda Kuemram · Thanchanok Sareepan · Autchara Thongnim |
| Đôi hỗn hợp  | Thái Lan · Nutchanon Kongpolprom · Klissana Khaodee                                          | Thái Lan · Kiadtisak Saengrit · Siripanadda Kuemram                  | Trung Quốc · Miao Yanzhao · Zhou Wanying                                                    |
| Đôi hỗn hợp  | Thái Lan · Nutchanon Kongpolprom · Klissana Khaodee                                          | Thái Lan · Kiadtisak Saengrit · Siripanadda Kuemram                  | Hồng Kông · Ko Yun Tao · Tsoi Lee Lee                                                       |

## Bảng huy chương
| 1         | Thái Lan          | 6  | 5  | 1  | 12 |
| 2         | Việt Nam          | 3  | 1  | 3  | 7  |
| 3         | Đài Bắc Trung Hoa | 1  | 3  | 2  | 6  |
| 4         | Indonesia         | 1  | 0  | 4  | 5  |
| 5         | Trung Quốc        | 0  | 2  | 5  | 7  |
| 6         | Hồng Kông         | 0  | 0  | 1  | 1  |
| 6         | Malaysia          | 0  | 0  | 1  | 1  |
| 6         | Hàn Quốc          | 0  | 0  | 1  | 1  |
| Tổng cộng | Tổng cộng         | 11 | 11 | 18 | 40 |

## Kết quả

### Stroke

#### Đơn nam
30 tháng 9 – 2 tháng 10
| Hạng | Vận động viên              | Vòng sơ bộ | Chung kết | Tổng cộng |
| ---- | -------------------------- | ---------- | --------- | --------- |
| 1    | Ahris Sumariyanto (INA)    | 94         | 44        | 138       |
| 2    | Jetsada Cheenkurd (THA)    | 90         | 49        | 139       |
| 3    | Kim Pyo-hwan (KOR)         | 104        | 46        | 150       |
| 4    | Suriya Boonrod (THA)       | 102        | 49        | 151       |
| 5    | Wisnu Wicaksono (INA)      | 109        | 48        | 157       |
| 6    | Kim Myoung-ki (KOR)        | 106        | 55        | 161       |
| 7    | Aminodin Othman (MAS)      | 103        | 59        | 162       |
| 8    | Abdullah Ahmad (MAS)       | 104        | 59        | 163       |
| 9    | Bharat Gurav (IND)         | 116        | 57        | 173       |
| 10   | Suraj Singh Yeotikar (IND) | 155        |           |           |

#### Đồng đội nam
30 tháng 9 – 1 tháng 10
| Hạng | Đội                     | Điểm |
| ---- | ----------------------- | ---- |
| 1    | Thái Lan (THA)          | 354  |
| 2    | Đài Bắc Trung Hoa (TPE) | 362  |
| 3    | Indonesia (INA)         | 375  |
| 4    | Trung Quốc (CHN)        | 379  |
| 5    | Hồng Kông (HKG)         | 388  |
| 6    | Malaysia (MAS)          | 399  |
| 7    | Việt Nam (VIE)          | 403  |
| 8    | Hàn Quốc (KOR)          | 453  |
| 9    | Ấn Độ (IND)             | 557  |

#### Đơn nữ
30 tháng 9 – 2 tháng 10
| Hạng | Vận động viên                  | Vòng sơ bộ | Chung kết | Tổng cộng |
| ---- | ------------------------------ | ---------- | --------- | --------- |
| 1    | Phùng Thị Thương (VIE)         | 106        | 41        | 147       |
| 2    | Chiang Fang-yu (TPE)           | 98         | 49        | 147       |
| 3    | Ika Yulianingsih (INA)         | 96         | 53        | 149       |
| 4    | Hong Yu-mei (TPE)              | 106        | 46        | 152       |
| 5    | Nguyễn Thị Phương (VIE)        | 106        | 55        | 161       |
| 6    | Jeong Hyang-sook (KOR)         | 116        | 54        | 170       |
| 7    | Lee Sang-wook (KOR)            | 121        | 50        | 171       |
| 8    | Elva Selfiana Lumbanraja (INA) | 113        | 60        | 173       |
| 9    | Suraini Abdul Hamid (MAS)      | 127        | 55        | 182       |
| 10   | Pooja Sahu (IND)               | 134        |           |           |
| 11   | Chan Moi Nan (MAS)             | 154        |           |           |
| 12   | Pooja Chaudhary (IND)          | 161        |           |           |

#### Đồng đội nữ
30 tháng 9 – 1 tháng 10
| Hạng | Đội                     | Điểm |
| ---- | ----------------------- | ---- |
| 1    | Thái Lan (THA)          | 367  |
| 2    | Đài Bắc Trung Hoa (TPE) | 384  |
| 3    | Việt Nam (VIE)          | 404  |
| 4    | Hồng Kông (HKG)         | 409  |
| 5    | Trung Quốc (CHN)        | 418  |
| 6    | Indonesia (INA)         | 429  |
| 7    | Malaysia (MAS)          | 452  |
| 8    | Hàn Quốc (KOR)          | 481  |
| 9    | Ấn Độ (IND)             | 641  |

### Đường lăn bóng

#### Đơn nữ
25 tháng 9
|  | Vòng sơ bộ 1                | Vòng sơ bộ 1                | Vòng sơ bộ 1 |  |  | Vòng sơ bộ 2                | Vòng sơ bộ 2                | Vòng sơ bộ 2                |                             |   | Vòng sơ bộ 3                | Vòng sơ bộ 3                | Vòng sơ bộ 3            |                         |   | Chung kết | Chung kết | Chung kết |  |
|  |                             |                             |              |  |  |                             |                             |                             |                             |   |                             |                             |                         |                         |   |           |           |           |  |
|  |                             |                             |              |  |  | Marga Nugraha Susilo (INA)  | Marga Nugraha Susilo (INA)  | 0                           |                             |   |                             |                             |                         |                         |   |           |           |           |  |
|  | Ye Qiwei (CHN)              | Ye Qiwei (CHN)              | 3            |  |  | Ye Qiwei (CHN)              | Ye Qiwei (CHN)              | 3                           |                             |   |                             |                             |                         |                         |   |           |           |           |  |
|  | Prem Prakash Meena (IND)    | Prem Prakash Meena (IND)    | 2            |  |  |                             |                             |                             |                             |   | Ye Qiwei (CHN)              | Ye Qiwei (CHN)              | 2                       |                         |   |           |           |           |  |
|  | Nutchanon Kongpolprom (THA) | Nutchanon Kongpolprom (THA) | 2            |  |  |                             |                             | Nutchanon Kongpolprom (THA) | Nutchanon Kongpolprom (THA) | 3 |                             |                             |                         |                         |   |           |           |           |  |
|  | Jeremy Ngai (HKG)           | Jeremy Ngai (HKG)           | 0            |  |  | Nutchanon Kongpolprom (THA) | Nutchanon Kongpolprom (THA) | 3                           |                             |   |                             |                             |                         |                         |   |           |           |           |  |
|  |                             |                             |              |  |  | Nguyễn Văn Nam (VIE)        | Nguyễn Văn Nam (VIE)        | 2                           |                             |   |                             |                             |                         |                         |   |           |           |           |  |
|  |                             |                             |              |  |  |                             |                             |                             |                             |   | Nutchanon Kongpolprom (THA) | Nutchanon Kongpolprom (THA) | 1                       |                         |   |           |           |           |  |
|  |                             |                             |              |  |  |                             |                             |                             |                             |   |                             |                             | Phetanun Pronsane (THA) | Phetanun Pronsane (THA) | 3 |           |           |           |  |
|  |                             |                             |              |  |  | Phetanun Pronsane (THA)     | Phetanun Pronsane (THA)     | 3                           |                             |   |                             |                             |                         |                         |   |           |           |           |  |
|  | Vikas Eknath Ingle (IND)    | Vikas Eknath Ingle (IND)    | 1            |  |  | Miao Yanzhao (CHN)          | Miao Yanzhao (CHN)          | 2                           |                             |   |                             |                             |                         |                         |   |           |           |           |  |
|  | Miao Yanzhao (CHN)          | Miao Yanzhao (CHN)          | 4            |  |  |                             |                             |                             |                             |   | Phetanun Pronsane (THA)     | Phetanun Pronsane (THA)     | 2                       |                         |   |           |           |           |  |
|  | Chan Wah Fung (HKG)         | Chan Wah Fung (HKG)         | 1            |  |  |                             |                             | Vũ Hồng Quân (VIE)          | Vũ Hồng Quân (VIE)          | 1 |                             |                             |                         |                         |   |           |           |           |  |
|  | Vũ Hồng Quân (VIE)          | Vũ Hồng Quân (VIE)          | 3            |  |  | Vũ Hồng Quân (VIE)          | Vũ Hồng Quân (VIE)          | 3                           |                             |   |                             |                             |                         |                         |   |           |           |           |  |
|  |                             |                             |              |  |  | Ahris Sumariyanto (INA)     | Ahris Sumariyanto (INA)     | 0                           |                             |   |                             |                             |                         |                         |   |           |           |           |  |

#### Đôi nam
26 tháng 9
|  | Vòng sơ bộ 1                                      | Vòng sơ bộ 1                                      | Vòng sơ bộ 1 |  |  | Vòng sơ bộ 2                                        | Vòng sơ bộ 2                                        | Vòng sơ bộ 2                                        |                                                     |   | Vòng sơ bộ 3                              | Vòng sơ bộ 3                              | Vòng sơ bộ 3                                        |                                                     |   | Chung kết | Chung kết | Chung kết |  |
|  |                                                   |                                                   |              |  |  |                                                     |                                                     |                                                     |                                                     |   |                                           |                                           |                                                     |                                                     |   |           |           |           |  |
|  |                                                   |                                                   |              |  |  | Li Chi Tak (HKG) · Lam Chi Ho (HKG)                 | Li Chi Tak (HKG) · Lam Chi Ho (HKG)                 | 1                                                   |                                                     |   |                                           |                                           |                                                     |                                                     |   |           |           |           |  |
|  | Kim Jin-won (KOR) · Jung Jae-sung (KOR)           | Kim Jin-won (KOR) · Jung Jae-sung (KOR)           | 1            |  |  | Zhang Xinsheng (CHN) · Wang Weidian (CHN)           | Zhang Xinsheng (CHN) · Wang Weidian (CHN)           | 3                                                   |                                                     |   |                                           |                                           |                                                     |                                                     |   |           |           |           |  |
|  | Zhang Xinsheng (CHN) · Wang Weidian (CHN)         | Zhang Xinsheng (CHN) · Wang Weidian (CHN)         | 3            |  |  |                                                     |                                                     |                                                     |                                                     |   | Zhang Xinsheng (CHN) · Wang Weidian (CHN) | Zhang Xinsheng (CHN) · Wang Weidian (CHN) | 0                                                   |                                                     |   |           |           |           |  |
|  | Phetanun Pronsane (THA) · Nakorn Nualraksa (THA)  | Phetanun Pronsane (THA) · Nakorn Nualraksa (THA)  | 3            |  |  |                                                     |                                                     | Hsiao Chia-hung (TPE) · Wang Wan-yi (TPE)           | Hsiao Chia-hung (TPE) · Wang Wan-yi (TPE)           | 3 |                                           |                                           |                                                     |                                                     |   |           |           |           |  |
|  | Abdullah Ahmad (MAS) · Hamkar Abdul Ghaffar (MAS) | Abdullah Ahmad (MAS) · Hamkar Abdul Ghaffar (MAS) | 1            |  |  | Phetanun Pronsane (THA) · Nakorn Nualraksa (THA)    | Phetanun Pronsane (THA) · Nakorn Nualraksa (THA)    | 1                                                   |                                                     |   |                                           |                                           |                                                     |                                                     |   |           |           |           |  |
|  |                                                   |                                                   |              |  |  | Hsiao Chia-hung (TPE) · Wang Wan-yi (TPE)           | Hsiao Chia-hung (TPE) · Wang Wan-yi (TPE)           | 3                                                   |                                                     |   |                                           |                                           |                                                     |                                                     |   |           |           |           |  |
|  |                                                   |                                                   |              |  |  |                                                     |                                                     |                                                     |                                                     |   | Hsiao Chia-hung (TPE) · Wang Wan-yi (TPE) | Hsiao Chia-hung (TPE) · Wang Wan-yi (TPE) | 2                                                   |                                                     |   |           |           |           |  |
|  |                                                   |                                                   |              |  |  |                                                     |                                                     |                                                     |                                                     |   |                                           |                                           | Worachet Janthasan (THA) · Wittaya Songmueang (THA) | Worachet Janthasan (THA) · Wittaya Songmueang (THA) | 0 |           |           |           |  |
|  |                                                   |                                                   |              |  |  | Chen Liang (CHN) · Si Qinru (CHN)                   | Chen Liang (CHN) · Si Qinru (CHN)                   | 3                                                   |                                                     |   |                                           |                                           |                                                     |                                                     |   |           |           |           |  |
|  | Har Cheuk Kin (HKG) · Leung Hong Yee (HKG)        | Har Cheuk Kin (HKG) · Leung Hong Yee (HKG)        | 0            |  |  | Kim Pyo-hwan (KOR) · Im Kyung-muk (KOR)             | Kim Pyo-hwan (KOR) · Im Kyung-muk (KOR)             | 0                                                   |                                                     |   |                                           |                                           |                                                     |                                                     |   |           |           |           |  |
|  | Kim Pyo-hwan (KOR) · Im Kyung-muk (KOR)           | Kim Pyo-hwan (KOR) · Im Kyung-muk (KOR)           | 3            |  |  |                                                     |                                                     |                                                     |                                                     |   | Chen Liang (CHN) · Si Qinru (CHN)         | Chen Liang (CHN) · Si Qinru (CHN)         | 2                                                   |                                                     |   |           |           |           |  |
|  | Syed Bakar Osman (MAS) · Arifin Mamat (MAS)       | Syed Bakar Osman (MAS) · Arifin Mamat (MAS)       | 1            |  |  |                                                     |                                                     | Worachet Janthasan (THA) · Wittaya Songmueang (THA) | Worachet Janthasan (THA) · Wittaya Songmueang (THA) | 3 |                                           |                                           |                                                     |                                                     |   |           |           |           |  |
|  | Li Cheng-wei (TPE) · Lo Chieh (TPE)               | Li Cheng-wei (TPE) · Lo Chieh (TPE)               | 3            |  |  | Li Cheng-wei (TPE) · Lo Chieh (TPE)                 | Li Cheng-wei (TPE) · Lo Chieh (TPE)                 | 1                                                   |                                                     |   |                                           |                                           |                                                     |                                                     |   |           |           |           |  |
|  |                                                   |                                                   |              |  |  | Worachet Janthasan (THA) · Wittaya Songmueang (THA) | Worachet Janthasan (THA) · Wittaya Songmueang (THA) | 2                                                   |                                                     |   |                                           |                                           |                                                     |                                                     |   |           |           |           |  |

#### Đồng đội nam
29 tháng 9
|  | Vòng sơ bộ 1 | Vòng sơ bộ 1 | Vòng sơ bộ 1 |  |  | Vòng sơ bộ 2      | Vòng sơ bộ 2      | Vòng sơ bộ 2      |                   |   | Vòng sơ bộ 3 | Vòng sơ bộ 3 | Vòng sơ bộ 3 |            |   | Chung kết | Chung kết | Chung kết |  |
|  |              |              |              |  |  |                   |                   |                   |                   |   |              |              |              |            |   |           |           |           |  |
|  |              |              |              |  |  | Thái Lan          | Thái Lan          | 2                 |                   |   |              |              |              |            |   |           |           |           |  |
|  | Malaysia     | Malaysia     | 2            |  |  | Malaysia          | Malaysia          | 1                 |                   |   |              |              |              |            |   |           |           |           |  |
|  | Hồng Kông    | Hồng Kông    | 1            |  |  |                   |                   |                   |                   |   | Thái Lan     | Thái Lan     | 2            |            |   |           |           |           |  |
|  |              |              |              |  |  |                   |                   | Việt Nam          | Việt Nam          | 1 |              |              |              |            |   |           |           |           |  |
|  |              |              |              |  |  | Ấn Độ             | Ấn Độ             | 0                 |                   |   |              |              |              |            |   |           |           |           |  |
|  |              |              |              |  |  | Việt Nam          | Việt Nam          | 3                 |                   |   |              |              |              |            |   |           |           |           |  |
|  |              |              |              |  |  |                   |                   |                   |                   |   | Thái Lan     | Thái Lan     | 3            |            |   |           |           |           |  |
|  |              |              |              |  |  |                   |                   |                   |                   |   |              |              | Trung Quốc   | Trung Quốc | 0 |           |           |           |  |
|  |              |              |              |  |  | Trung Quốc        | Trung Quốc        | 2                 |                   |   |              |              |              |            |   |           |           |           |  |
|  |              |              |              |  |  | Indonesia         | Indonesia         | 1                 |                   |   |              |              |              |            |   |           |           |           |  |
|  |              |              |              |  |  |                   |                   |                   |                   |   | Trung Quốc   | Trung Quốc   | 2            |            |   |           |           |           |  |
|  |              |              |              |  |  |                   |                   | Đài Bắc Trung Hoa | Đài Bắc Trung Hoa | 1 |              |              |              |            |   |           |           |           |  |
|  |              |              |              |  |  | Hàn Quốc          | Hàn Quốc          | 0                 |                   |   |              |              |              |            |   |           |           |           |  |
|  |              |              |              |  |  | Đài Bắc Trung Hoa | Đài Bắc Trung Hoa | 2                 |                   |   |              |              |              |            |   |           |           |           |  |

#### Đơn nữ
25 tháng 9
|  | Vòng sơ bộ 1         | Vòng sơ bộ 1         | Vòng sơ bộ 1 |  |  | Vòng sơ bộ 2              | Vòng sơ bộ 2              | Vòng sơ bộ 2             |                          |   | Vòng sơ bộ 3              | Vòng sơ bộ 3              | Vòng sơ bộ 3             |                          |   | Chung kết | Chung kết | Chung kết |  |
|  |                      |                      |              |  |  |                           |                           |                          |                          |   |                           |                           |                          |                          |   |           |           |           |  |
|  |                      |                      |              |  |  | Dwi Tiga Putri (INA)      | Dwi Tiga Putri (INA)      | 3                        |                          |   |                           |                           |                          |                          |   |           |           |           |  |
|  | Zhou Wanying (CHN)   | Zhou Wanying (CHN)   | 3            |  |  | Zhou Wanying (CHN)        | Zhou Wanying (CHN)        | 1                        |                          |   |                           |                           |                          |                          |   |           |           |           |  |
|  | Cai Yi-ting (TPE)    | Cai Yi-ting (TPE)    | 2            |  |  |                           |                           |                          |                          |   | Dwi Tiga Putri (INA)      | Dwi Tiga Putri (INA)      | 2                        |                          |   |           |           |           |  |
|  |                      |                      |              |  |  |                           |                           | Phan Thị Phượng (VIE)    | Phan Thị Phượng (VIE)    | 3 |                           |                           |                          |                          |   |           |           |           |  |
|  |                      |                      |              |  |  | Tsoi Lee Lee (HKG)        | Tsoi Lee Lee (HKG)        | 0                        |                          |   |                           |                           |                          |                          |   |           |           |           |  |
|  |                      |                      |              |  |  | Phan Thị Phượng (VIE)     | Phan Thị Phượng (VIE)     | 3                        |                          |   |                           |                           |                          |                          |   |           |           |           |  |
|  |                      |                      |              |  |  |                           |                           |                          |                          |   | Phan Thị Phượng (VIE)     | Phan Thị Phượng (VIE)     | 3                        |                          |   |           |           |           |  |
|  |                      |                      |              |  |  |                           |                           |                          |                          |   |                           |                           | Nguyễn Huyền Trang (VIE) | Nguyễn Huyền Trang (VIE) | 0 |           |           |           |  |
|  |                      |                      |              |  |  | Wong Nga Chun (HKG)       | Wong Nga Chun (HKG)       | 1                        |                          |   |                           |                           |                          |                          |   |           |           |           |  |
|  |                      |                      |              |  |  | Ni Putu Devianasari (INA) | Ni Putu Devianasari (INA) | 3                        |                          |   |                           |                           |                          |                          |   |           |           |           |  |
|  |                      |                      |              |  |  |                           |                           |                          |                          |   | Ni Putu Devianasari (INA) | Ni Putu Devianasari (INA) | 0                        |                          |   |           |           |           |  |
|  | Li Yifeng (CHN)      | Li Yifeng (CHN)      | 3            |  |  |                           |                           | Nguyễn Huyền Trang (VIE) | Nguyễn Huyền Trang (VIE) | 3 |                           |                           |                          |                          |   |           |           |           |  |
|  | Hsieh Ping-yen (TPE) | Hsieh Ping-yen (TPE) | 2            |  |  | Li Yifeng (CHN)           | Li Yifeng (CHN)           | 3                        |                          |   |                           |                           |                          |                          |   |           |           |           |  |
|  |                      |                      |              |  |  | Nguyễn Huyền Trang (VIE)  | Nguyễn Huyền Trang (VIE)  | 4                        |                          |   |                           |                           |                          |                          |   |           |           |           |  |

#### Đôi nữ
26 tháng 9
|  | Vòng sơ bộ 1                                              | Vòng sơ bộ 1                                              | Vòng sơ bộ 1 |  |  | Vòng sơ bộ 2                                              | Vòng sơ bộ 2                                              | Vòng sơ bộ 2                                            |                                                         |   | Vòng sơ bộ 3                                              | Vòng sơ bộ 3                                              | Vòng sơ bộ 3                                            |                                                         |   | Chung kết | Chung kết | Chung kết |  |
|  |                                                           |                                                           |              |  |  |                                                           |                                                           |                                                         |                                                         |   |                                                           |                                                           |                                                         |                                                         |   |           |           |           |  |
|  |                                                           |                                                           |              |  |  | Kim Mi-ran (KOR) · Koo Myung-suk (KOR)                    | Kim Mi-ran (KOR) · Koo Myung-suk (KOR)                    | 0                                                       |                                                         |   |                                                           |                                                           |                                                         |                                                         |   |           |           |           |  |
|  | Zhu Xiaojing (CHN) · Wang Ping (CHN)                      | Zhu Xiaojing (CHN) · Wang Ping (CHN)                      | 3            |  |  | Zhu Xiaojing (CHN) · Wang Ping (CHN)                      | Zhu Xiaojing (CHN) · Wang Ping (CHN)                      | 3                                                       |                                                         |   |                                                           |                                                           |                                                         |                                                         |   |           |           |           |  |
|  | Nguyễn Thị Phương (VIE) · Phùng Thị Thương (VIE)          | Nguyễn Thị Phương (VIE) · Phùng Thị Thương (VIE)          | 0            |  |  |                                                           |                                                           |                                                         |                                                         |   | Zhu Xiaojing (CHN) · Wang Ping (CHN)                      | Zhu Xiaojing (CHN) · Wang Ping (CHN)                      | 3                                                       |                                                         |   |           |           |           |  |
|  | Chan Tsz Ying (HKG) · Ko Wing Yan (HKG)                   | Chan Tsz Ying (HKG) · Ko Wing Yan (HKG)                   | 1            |  |  |                                                           |                                                           | Amorntip Kangkeeree (THA) · Anatthaon Tiangaun (THA)    | Amorntip Kangkeeree (THA) · Anatthaon Tiangaun (THA)    | 4 |                                                           |                                                           |                                                         |                                                         |   |           |           |           |  |
|  | Chen Chia-lin (TPE) · Chang Wan-ling (TPE)                | Chen Chia-lin (TPE) · Chang Wan-ling (TPE)                | 3            |  |  | Chen Chia-lin (TPE) · Chang Wan-ling (TPE)                | Chen Chia-lin (TPE) · Chang Wan-ling (TPE)                | 1                                                       |                                                         |   |                                                           |                                                           |                                                         |                                                         |   |           |           |           |  |
|  | Amorntip Kangkeeree (THA) · Anatthaon Tiangaun (THA)      | Amorntip Kangkeeree (THA) · Anatthaon Tiangaun (THA)      | 3            |  |  | Amorntip Kangkeeree (THA) · Anatthaon Tiangaun (THA)      | Amorntip Kangkeeree (THA) · Anatthaon Tiangaun (THA)      | 2                                                       |                                                         |   |                                                           |                                                           |                                                         |                                                         |   |           |           |           |  |
|  | Loo Lee Lee (MAS) · Rohani Atan (MAS)                     | Loo Lee Lee (MAS) · Rohani Atan (MAS)                     | 0            |  |  |                                                           |                                                           |                                                         |                                                         |   | Amorntip Kangkeeree (THA) · Anatthaon Tiangaun (THA)      | Amorntip Kangkeeree (THA) · Anatthaon Tiangaun (THA)      | 2                                                       |                                                         |   |           |           |           |  |
|  | Zainal Akmal Awang (MAS) · Widilestari Setianingsih (MAS) | Zainal Akmal Awang (MAS) · Widilestari Setianingsih (MAS) | 4            |  |  |                                                           |                                                           |                                                         |                                                         |   |                                                           |                                                           | Ratchanee Na Nakhon (THA) · Rapeephon Rakteepueng (THA) | Ratchanee Na Nakhon (THA) · Rapeephon Rakteepueng (THA) | 3 |           |           |           |  |
|  | Kalva Radha Rao (IND) · Archana Mahajan (IND)             | Kalva Radha Rao (IND) · Archana Mahajan (IND)             | 0            |  |  | Zainal Akmal Awang (MAS) · Widilestari Setianingsih (MAS) | Zainal Akmal Awang (MAS) · Widilestari Setianingsih (MAS) | 3                                                       |                                                         |   |                                                           |                                                           |                                                         |                                                         |   |           |           |           |  |
|  | Xi Shanna (CHN) · Shen Huifen (CHN)                       | Xi Shanna (CHN) · Shen Huifen (CHN)                       | 3            |  |  | Xi Shanna (CHN) · Shen Huifen (CHN)                       | Xi Shanna (CHN) · Shen Huifen (CHN)                       | 1                                                       |                                                         |   |                                                           |                                                           |                                                         |                                                         |   |           |           |           |  |
|  | Chang Ae-ran (KOR) · Ha Bong-soon (KOR)                   | Chang Ae-ran (KOR) · Ha Bong-soon (KOR)                   | 2            |  |  |                                                           |                                                           |                                                         |                                                         |   | Zainal Akmal Awang (MAS) · Widilestari Setianingsih (MAS) | Zainal Akmal Awang (MAS) · Widilestari Setianingsih (MAS) | 0                                                       |                                                         |   |           |           |           |  |
|  | Chung Chui Ting (HKG) · Hung Po Ka (HKG)                  | Chung Chui Ting (HKG) · Hung Po Ka (HKG)                  | 1            |  |  |                                                           |                                                           | Ratchanee Na Nakhon (THA) · Rapeephon Rakteepueng (THA) | Ratchanee Na Nakhon (THA) · Rapeephon Rakteepueng (THA) | 3 |                                                           |                                                           |                                                         |                                                         |   |           |           |           |  |
|  | Ke Pei-yu (TPE) · Hsieh Ping-yen (TPE)                    | Ke Pei-yu (TPE) · Hsieh Ping-yen (TPE)                    | 0            |  |  | Chung Chui Ting (HKG) · Hung Po Ka (HKG)                  | Chung Chui Ting (HKG) · Hung Po Ka (HKG)                  | 2                                                       |                                                         |   |                                                           |                                                           |                                                         |                                                         |   |           |           |           |  |
|  |                                                           |                                                           |              |  |  | Ratchanee Na Nakhon (THA) · Rapeephon Rakteepueng (THA)   | Ratchanee Na Nakhon (THA) · Rapeephon Rakteepueng (THA)   | 3                                                       |                                                         |   |                                                           |                                                           |                                                         |                                                         |   |           |           |           |  |

#### Đồng đội nữ
28 tháng 9
|  | Vòng sơ bộ 1 | Vòng sơ bộ 1 | Vòng sơ bộ 1 |  |  | Vòng sơ bộ 2      | Vòng sơ bộ 2      | Vòng sơ bộ 2      |                   |   | Vòng sơ bộ 3 | Vòng sơ bộ 3 | Vòng sơ bộ 3 |            |   | Chung kết | Chung kết | Chung kết |  |
|  |              |              |              |  |  |                   |                   |                   |                   |   |              |              |              |            |   |           |           |           |  |
|  |              |              |              |  |  | Việt Nam          | Việt Nam          | 2                 |                   |   |              |              |              |            |   |           |           |           |  |
|  | Hàn Quốc     | Hàn Quốc     | 0            |  |  | Hồng Kông         | Hồng Kông         | 1                 |                   |   |              |              |              |            |   |           |           |           |  |
|  | Hồng Kông    | Hồng Kông    | 3            |  |  |                   |                   |                   |                   |   | Việt Nam     | Việt Nam     | 2            |            |   |           |           |           |  |
|  |              |              |              |  |  |                   |                   | Đài Bắc Trung Hoa | Đài Bắc Trung Hoa | 1 |              |              |              |            |   |           |           |           |  |
|  |              |              |              |  |  | Indonesia         | Indonesia         | 1                 |                   |   |              |              |              |            |   |           |           |           |  |
|  |              |              |              |  |  | Đài Bắc Trung Hoa | Đài Bắc Trung Hoa | 2                 |                   |   |              |              |              |            |   |           |           |           |  |
|  |              |              |              |  |  |                   |                   |                   |                   |   | Việt Nam     | Việt Nam     | 2            |            |   |           |           |           |  |
|  |              |              |              |  |  |                   |                   |                   |                   |   |              |              | Trung Quốc   | Trung Quốc | 1 |           |           |           |  |
|  |              |              |              |  |  | Trung Quốc        | Trung Quốc        | 3                 |                   |   |              |              |              |            |   |           |           |           |  |
|  |              |              |              |  |  | Malaysia          | Malaysia          | 0                 |                   |   |              |              |              |            |   |           |           |           |  |
|  |              |              |              |  |  |                   |                   |                   |                   |   | Trung Quốc   | Trung Quốc   | 2            |            |   |           |           |           |  |
|  |              |              |              |  |  |                   |                   | Thái Lan          | Thái Lan          | 1 |              |              |              |            |   |           |           |           |  |
|  |              |              |              |  |  | Ấn Độ             | Ấn Độ             | 0                 |                   |   |              |              |              |            |   |           |           |           |  |
|  |              |              |              |  |  | Thái Lan          | Thái Lan          | 3                 |                   |   |              |              |              |            |   |           |           |           |  |

#### Đôi hỗn hợp
27 tháng 9
| Vòng sơ bộ 1                                   | Vòng sơ bộ 1 | Vòng sơ bộ 1                             |
|                                                | Số điểm      |                                          |
| ---------------------------------------------- | ------------ | ---------------------------------------- |
| Kapil Kumar Sahu (IND) · Pooja Chaudhary (IND) | 2–4          | Hong Shih-jie (TPE) · Wang Mei-lin (TPE) |

|  | Vòng sơ bộ 2                                         | Vòng sơ bộ 2                                         | Vòng sơ bộ 2 |  |  | Vòng sơ bộ 3                                         | Vòng sơ bộ 3                                         | Vòng sơ bộ 3                                         |                                                      |   | Vòng sơ bộ 4                                         | Vòng sơ bộ 4                                         | Vòng sơ bộ 4                                         |                                                      |   | Chung kết | Chung kết | Chung kết |  |
|  |                                                      |                                                      |              |  |  |                                                      |                                                      |                                                      |                                                      |   |                                                      |                                                      |                                                      |                                                      |   |           |           |           |  |
|  | Ahris Sumariyanto (INA) · Ika Yulianingsih (INA)     | Ahris Sumariyanto (INA) · Ika Yulianingsih (INA)     | 2            |  |  |                                                      |                                                      |                                                      |                                                      |   |                                                      |                                                      |                                                      |                                                      |   |           |           |           |  |
|  | Hong Shih-jie (TPE) · Wang Mei-lin (TPE)             | Hong Shih-jie (TPE) · Wang Mei-lin (TPE)             | 3            |  |  | Hong Shih-jie (TPE) · Wang Mei-lin (TPE)             | Hong Shih-jie (TPE) · Wang Mei-lin (TPE)             | 1                                                    |                                                      |   |                                                      |                                                      |                                                      |                                                      |   |           |           |           |  |
|  | Kiadtisak Saengrit (THA) · Siripanadda Kuemram (THA) | Kiadtisak Saengrit (THA) · Siripanadda Kuemram (THA) | 2            |  |  | Kiadtisak Saengrit (THA) · Siripanadda Kuemram (THA) | Kiadtisak Saengrit (THA) · Siripanadda Kuemram (THA) | 2                                                    |                                                      |   |                                                      |                                                      |                                                      |                                                      |   |           |           |           |  |
|  | Vũ Hồng Quân (VIE) · Phan Thị Phượng (VIE)           | Vũ Hồng Quân (VIE) · Phan Thị Phượng (VIE)           | 0            |  |  |                                                      |                                                      |                                                      |                                                      |   | Kiadtisak Saengrit (THA) · Siripanadda Kuemram (THA) | Kiadtisak Saengrit (THA) · Siripanadda Kuemram (THA) | 3                                                    |                                                      |   |           |           |           |  |
|  | Miao Yanzhao (CHN) · Zhou Wanying (CHN)              | Miao Yanzhao (CHN) · Zhou Wanying (CHN)              | 3            |  |  |                                                      |                                                      | Miao Yanzhao (CHN) · Zhou Wanying (CHN)              | Miao Yanzhao (CHN) · Zhou Wanying (CHN)              | 1 |                                                      |                                                      |                                                      |                                                      |   |           |           |           |  |
|  | Kim Myoung-ki (KOR) · Lee Sang-wook (KOR)            | Kim Myoung-ki (KOR) · Lee Sang-wook (KOR)            | 0            |  |  | Miao Yanzhao (CHN) · Zhou Wanying (CHN)              | Miao Yanzhao (CHN) · Zhou Wanying (CHN)              | 3                                                    |                                                      |   |                                                      |                                                      |                                                      |                                                      |   |           |           |           |  |
|  | Azmi Ahmad (MAS) · Aniah Hassan (MAS)                | Azmi Ahmad (MAS) · Aniah Hassan (MAS)                | 4            |  |  | Azmi Ahmad (MAS) · Aniah Hassan (MAS)                | Azmi Ahmad (MAS) · Aniah Hassan (MAS)                | 2                                                    |                                                      |   |                                                      |                                                      |                                                      |                                                      |   |           |           |           |  |
|  | Jeremy Ngai (HKG) · Wong Nga Chun (HKG)              | Jeremy Ngai (HKG) · Wong Nga Chun (HKG)              | 1            |  |  |                                                      |                                                      |                                                      |                                                      |   | Kiadtisak Saengrit (THA) · Siripanadda Kuemram (THA) | Kiadtisak Saengrit (THA) · Siripanadda Kuemram (THA) | 1                                                    |                                                      |   |           |           |           |  |
|  | Ye Qiwei (CHN) · Li Yifeng (CHN)                     | Ye Qiwei (CHN) · Li Yifeng (CHN)                     | 1            |  |  |                                                      |                                                      |                                                      |                                                      |   |                                                      |                                                      | Nutchanon Kongpolprom (THA) · Klissana Khaodee (THA) | Nutchanon Kongpolprom (THA) · Klissana Khaodee (THA) | 3 |           |           |           |  |
|  | Ko Yun Tao (HKG) · Tsoi Lee Lee (HKG)                | Ko Yun Tao (HKG) · Tsoi Lee Lee (HKG)                | 2            |  |  | Ko Yun Tao (HKG) · Tsoi Lee Lee (HKG)                | Ko Yun Tao (HKG) · Tsoi Lee Lee (HKG)                | 3                                                    |                                                      |   |                                                      |                                                      |                                                      |                                                      |   |           |           |           |  |
|  | Aminodin Othman (MAS) · Lien Yen Wa (MAS)            | Aminodin Othman (MAS) · Lien Yen Wa (MAS)            | 1            |  |  | Cha Duck-bea (KOR) · Jeong Hyang-sook (KOR)          | Cha Duck-bea (KOR) · Jeong Hyang-sook (KOR)          | 1                                                    |                                                      |   |                                                      |                                                      |                                                      |                                                      |   |           |           |           |  |
|  | Cha Duck-bea (KOR) · Jeong Hyang-sook (KOR)          | Cha Duck-bea (KOR) · Jeong Hyang-sook (KOR)          | 3            |  |  |                                                      |                                                      |                                                      |                                                      |   | Ko Yun Tao (HKG) · Tsoi Lee Lee (HKG)                | Ko Yun Tao (HKG) · Tsoi Lee Lee (HKG)                | 0                                                    |                                                      |   |           |           |           |  |
|  | Nutchanon Kongpolprom (THA) · Klissana Khaodee (THA) | Nutchanon Kongpolprom (THA) · Klissana Khaodee (THA) | 3            |  |  |                                                      |                                                      | Nutchanon Kongpolprom (THA) · Klissana Khaodee (THA) | Nutchanon Kongpolprom (THA) · Klissana Khaodee (THA) | 3 |                                                      |                                                      |                                                      |                                                      |   |           |           |           |  |
|  | Wu Yi-cheng (TPE) · Cai Yi-ting (TPE)                | Wu Yi-cheng (TPE) · Cai Yi-ting (TPE)                | 2            |  |  | Nutchanon Kongpolprom (THA) · Klissana Khaodee (THA) | Nutchanon Kongpolprom (THA) · Klissana Khaodee (THA) | 3                                                    |                                                      |   |                                                      |                                                      |                                                      |                                                      |   |           |           |           |  |
|  | Bharath Gundappa (IND) · Sushmitha Jagadeesh (IND)   | Bharath Gundappa (IND) · Sushmitha Jagadeesh (IND)   | 0            |  |  | Nguyễn Văn Nam (VIE) · Nguyễn Huyền Trang (VIE)      | Nguyễn Văn Nam (VIE) · Nguyễn Huyền Trang (VIE)      | 0                                                    |                                                      |   |                                                      |                                                      |                                                      |                                                      |   |           |           |           |  |
|  | Nguyễn Văn Nam (VIE) · Nguyễn Huyền Trang (VIE)      | Nguyễn Văn Nam (VIE) · Nguyễn Huyền Trang (VIE)      | 3            |  |  |                                                      |                                                      |                                                      |                                                      |   |                                                      |                                                      |                                                      |                                                      |   |           |           |           |  |